# 環東大橋
環東大橋，是臺灣臺北市的一座橋樑，其跨越基隆河，連結內湖與南港地區，為環東大道的其中一段。

## 設計
環東大道沿基隆河右岸南京東路6段至成功橋北端，斜向東南直接跨越基隆河，環東大橋快速道路主橋是一座雙層 Lohse 式雙拱肋鋼拱橋，上下各設2車道，上層供進入市區車輛用，下層供離開市區車輛用，跨徑166公尺，拱高30公尺。

## 圖片

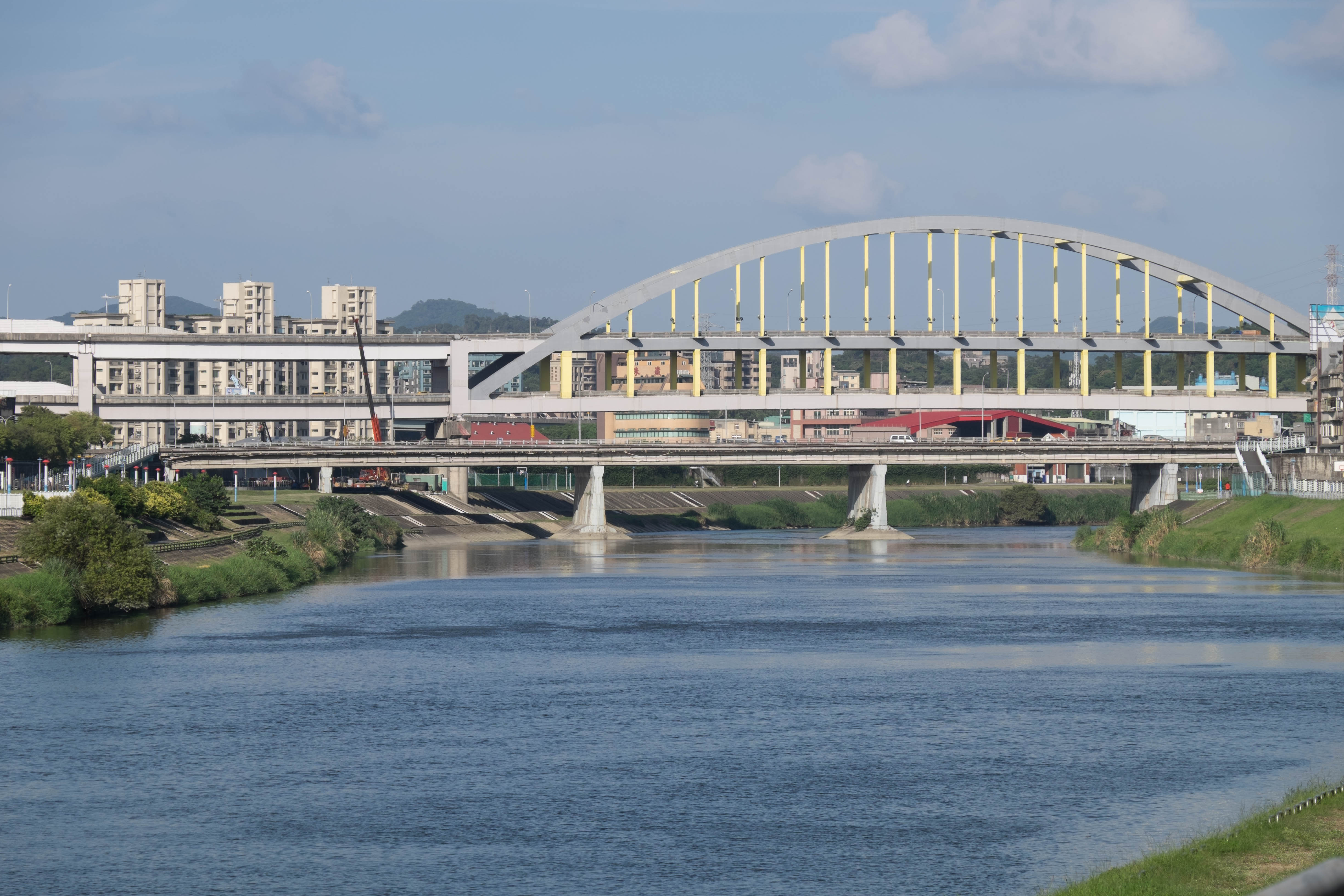
從臺北市南港區成美左岸河濱公園東望成功橋，後方是環東大道與跨基隆河的環東大橋。
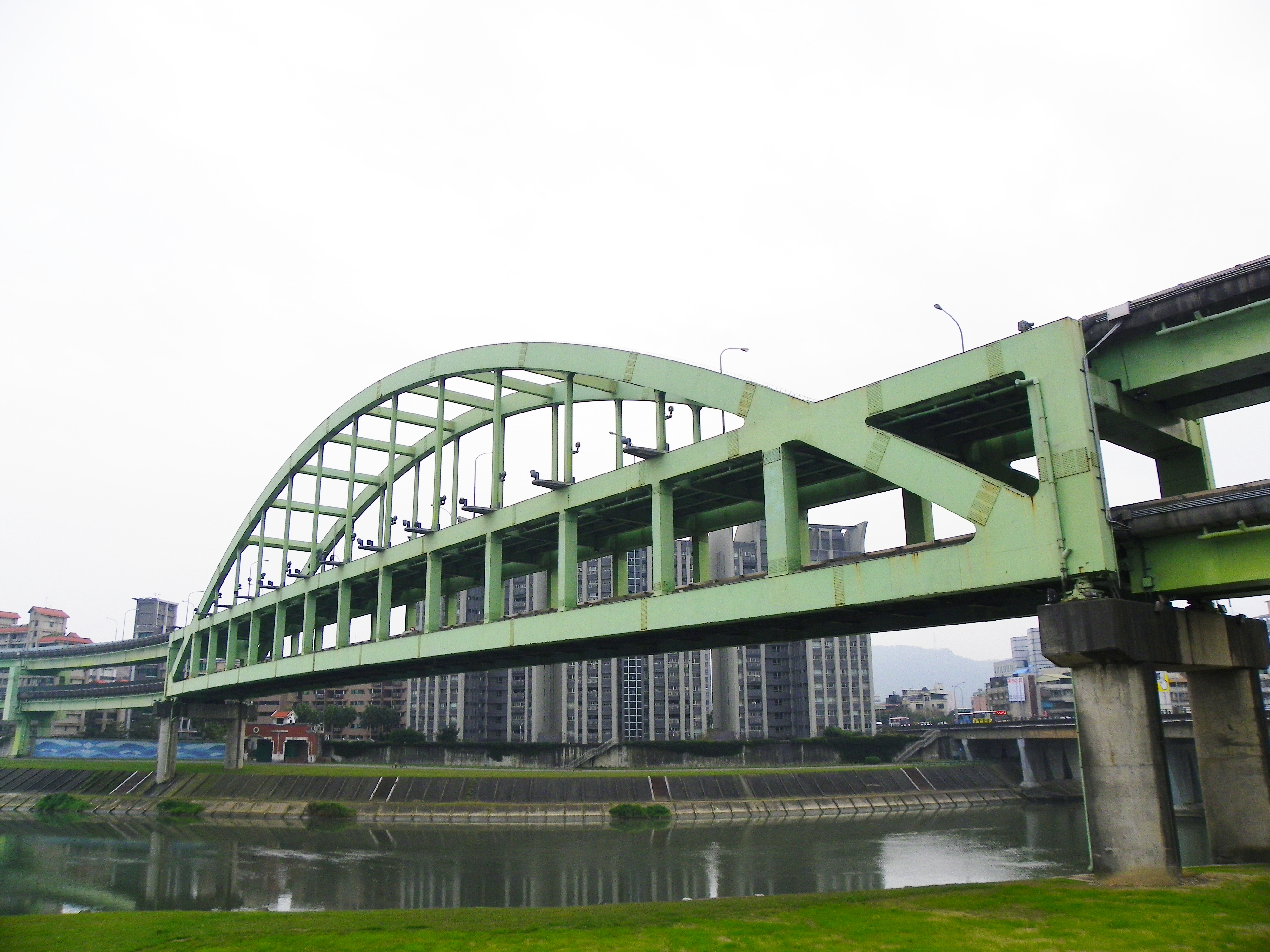
跨基隆河的環東大橋，攝於內湖區潭美街基十二號疏散門頂。